# Aristo Vollmer
Die Aristo Vollmer GmbH ist ein deutscher Uhren- und Metallarmband-Hersteller mit Sitz in der Schmuck- und Uhrenstadt Pforzheim. Die Firmengeschichte geht bis auf das Jahr 1907 zurück, die Marke Aristo wird seit den 1920er Jahren verwendet. Im Zweiten Weltkrieg produzierte das Unternehmen Militäruhren für die deutsche Luftwaffe.
Nach drei Generationen im Besitz der Gründerfamilie Epple wurde der Uhrenhersteller Aristo Watch 1998 an Hansjörg Vollmer verkauft, ein Mitglied der Gründerfamilie der seit 1927 mit Aristo geschäftlich verbundenen Armbandmanufaktur Vollmer. Er fusionierte beide Unternehmen im Jahr 2005 zur heutigen Aristo Vollmer GmbH.
Im Jahr 2004 präsentierte Aristo die weltweit erste Uhr, die unter Verwendung von kohlenstofffaserverstärktem Kunststoff („Carbon“) gefertigt wurde. In einer weiteren Unternehmenssparte werden traditionelle und moderne Uhrenarmbänder hergestellt. Vertrieben werden die Produkte vor allem unter dem Namen Aristo sowie der früheren Flugzeugmarke Messerschmitt und anderen. Die Marke Aristo ist in mehr als 20 Staaten registriert, darunter in China, Russland, Japan, USA, Kanada und der Schweiz. Das Unternehmen zählt zu den weltweit führenden Herstellern von klassischen Fliegeruhren und Replika-Beobachtungsuhren, zudem werden mechanische Chronographen angeboten.

## Geschichte

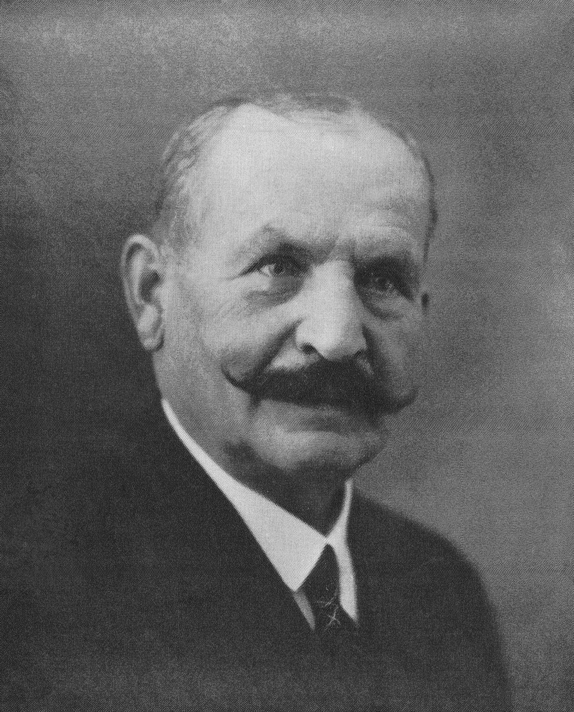
Firmengründer Julius Epple I, geb. 1865

Im Jahr 1907 gründete der Uhrmacher Julius Epple I (geb. 1865) in Pforzheim die Julius Epple KG. Die Firma stellte Uhren und Uhrengehäuse her. 1934 übernahm Epple die Rohwerkefabrik Maurer & Reiling und fertigte seither auch ein eigenes Handaufzug-Kaliber (Uhrwerk) mit der Bezeichnung JE Urofa 56. Die Marke Aristo wurde seit Mitte der 1920er Jahre verwendet und am 31. Januar 1936 beim damaligen Reichspatentamt angemeldet. Ab Juni 1936 trug die Firma den Namen Julius Epple, Aristo Uhren- und Uhrgehäusefabrik.

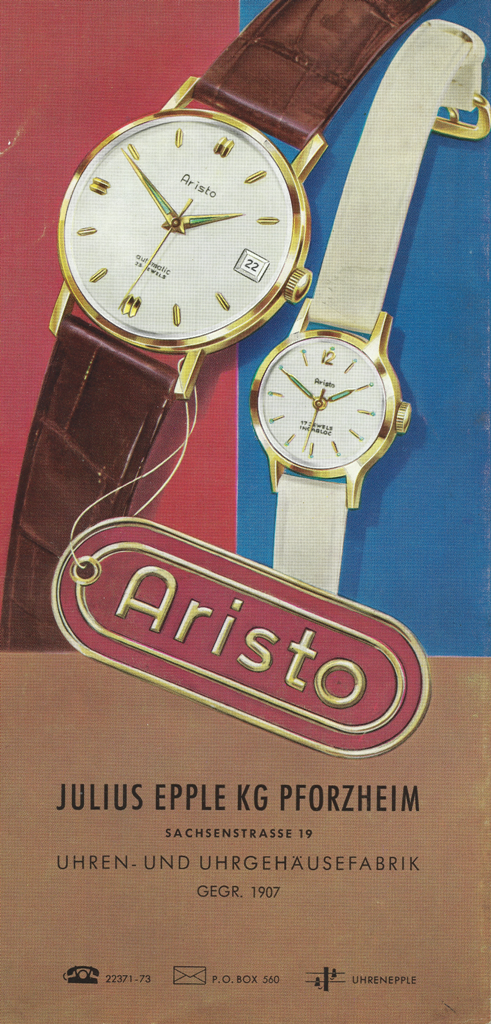
Prospekt der Uhrenmarke Aristo aus den 1960er Jahren, unter der Firmierung der Julius Epple KG.

In der zweiten Generation übernahm Julius Wilhelm Epple II (geb. 1887) den Betrieb. Sein Nachfolger Helmut Julius Epple III (geb. 1930) fertigte als Erstausrüster bzw. OEM-Hersteller (Original Equipment Manufacturer oder Ohne Eigene Marke) auch Private-Label-Uhren, beispielsweise für die deutsche Uhrenmarke und -handelskette Dugena. Weil ein geeigneter Nachfolger fehlte, verkaufte er 1993 bedeutende Teile der Firma an den Treuhand-Betrieb Uhrentechnik Weimar (UTW). 1995 gingen wesentliche Produktionsmittel und der Markenname Aristo an ihn zurück.
1998 verkaufte Helmut Julius Epple den Firmenmantel und die Marke Aristo an den Uhrenmacher Hansjörg Vollmer, der das Unternehmen seitdem führt. Vollmer ist ein Enkel des Gründers der Metallband-Manufaktur Vollmer, die 1922 gegründet wurde und seit dem Jahre 1927 Geschäftsbeziehungen mit Aristo gepflegt hatte. Nach dem Zweiten Weltkrieg begann die Fertigung von Metalluhrarmbändern am Fabrikationsort Erbprinzenstraße. Zur Jahrtausendwende lieferte die Aristo Watch GmbH ihre Uhrenprodukte in 42 Länder.

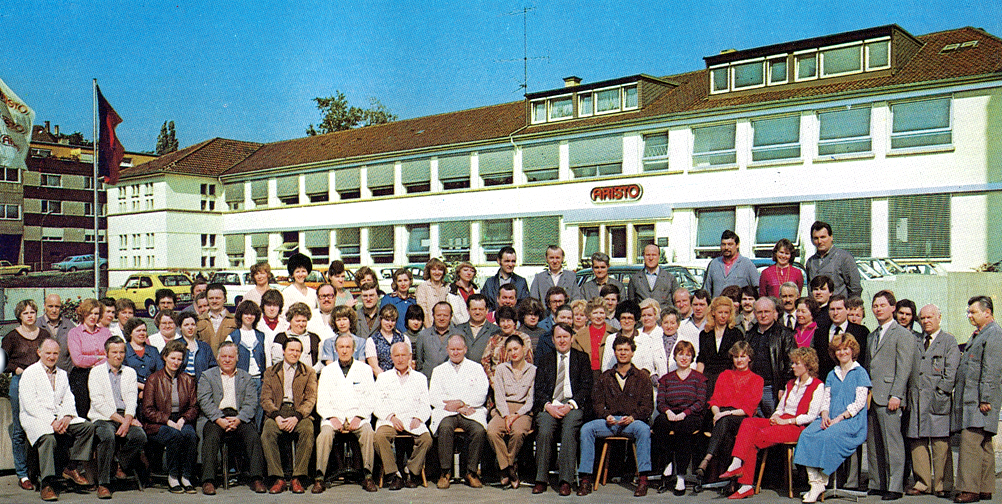
Die Belegschaft der Julius Epple KG – Aristo vor dem Firmengebäude, 1970er Jahre

Im Jahr 2005 fusionierten die Traditionsbetriebe Aristo und die Metallband-Manufaktur Vollmer zur heutigen Aristo Vollmer GmbH Uhren und Metallband-Manufaktur. Das Unternehmen ist auf die Entwicklung und Produktion von Uhren und die Konstruktion und Herstellung traditioneller und moderner Uhrarmbänder spezialisiert. Als einer der wenigen verbliebenen Produzenten stellt es Milanese- und Glieder-Armbänder aus rostfreiem Stahl her. Gleichzeitig kombiniert man, insbesondere für die Sport- und Fliegeruhren, moderne Materialien wie kohlenstoffverstärkten Kunststoff (CFK) mit verschiedenen Metallen. Für ausgezeichnetes Design erhielt die Uhrenmanufaktur mehrere Preise, unter anderem im Jahr 2006 als einzige Armbanduhr den Designpreis „Form“ des Bundesverbandes Kunsthandwerk. Sämtliche Uhren und Metall-Uhrbänder werden heute am Standort Erbprinzenstraße in Pforzheim gefertigt.
Das Unternehmen stellt regelmäßig auf der weltgrößten Uhrenmesse, der Baselworld, sowie bei der Inhorgenta europe aus.

## Modellgeschichte und Markennamen

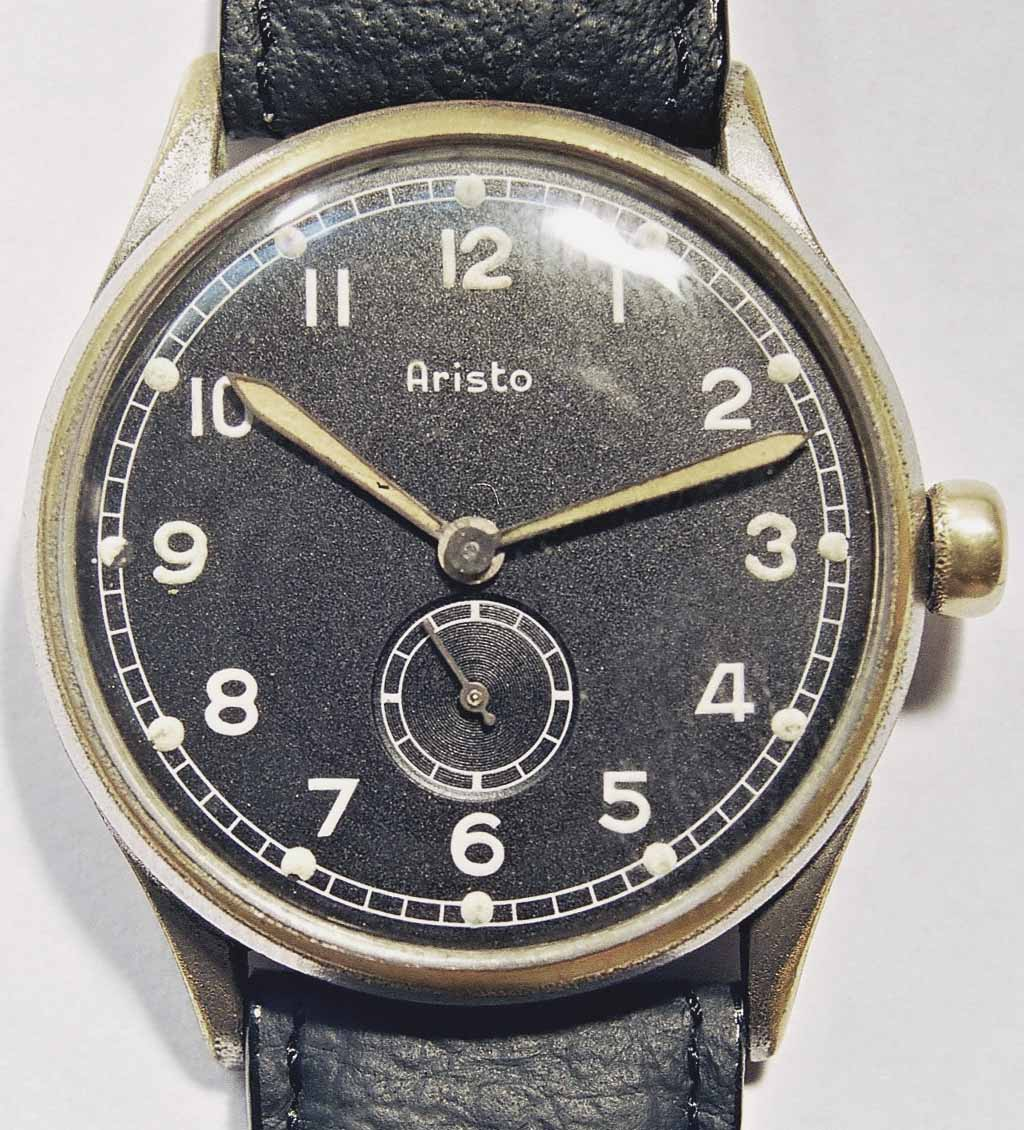
Aristo fertigte in den 1940er Jahren Militäruhren für das Reichsluftfahrtministerium (RLM-Uhr).

Die Julius Epple KG hat sich eine Vielzahl von Markennamen registrieren lassen, die heute zum Teil wieder die Basis von Retro-Uhrenmodellen bilden, d. h. Nachbildungen historischer Uhren, wie beispielsweise der Modelle Aristocrat und Aristomatic. Im Jahr 2008 wurde ein Retro-Modell der Aristocrat-Reihe präsentiert, die sich durch ein eigens entwickeltes Kaliber Aristomatic SW 200 auszeichnet. Auch nach der Fusionierung der Firmen lag der Schwerpunkt der Uhrenproduktion auf der Herstellung originalgetreuer Repliken von klassischen Fliegeruhren, unter anderem von sogenannten Beobachtungsuhren, die ihren Ursprung in Militärmodellen aus der NS-Zeit haben, U-Boot-Uhren sowie sogenannten Tag- und Nachtuhren.
Im Jahr 2003 nannte Aristo ein Fliegeruhren-Modell nach der Messerschmitt Me 262, die als erstes Serienflugzeug mit Düsenantrieb in die Geschichte der Luftfahrt einging. Aristo konnte sich die Messerschmitt-Markenrechte sichern, so dass die Uhren die Typenbezeichnungen von bekannten Messerschmitt-Produkten – zum Beispiel „Me 109“ und „Kabinenroller“ tragen dürfen. In der Modellreihe Messerschmitt wird unter anderen auch eine auf 500 Stück limitierte Uhr Me 109 angeboten, die mit dem selten verwendeten Handaufzugswerk vom Typ FE 233.68 Kal. 10 ½ ausgestattet ist. Für einige Modelle werden von der Manufaktur auch Linkshändermodelle angeboten, bei denen die Aufzugskrone links angeordnet ist. Außer den Sport- und Fliegeruhren werden seit einigen Jahren auch Uhren der „Erbprinz“-Modellreihe angeboten, die nach den Residenzstädten der Markgrafen von Baden benannt wurden.

### Carbon-Uhren

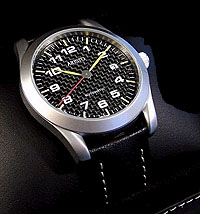
Aristo 3H45 – die erste Sportuhr mit Carbonzifferblatt

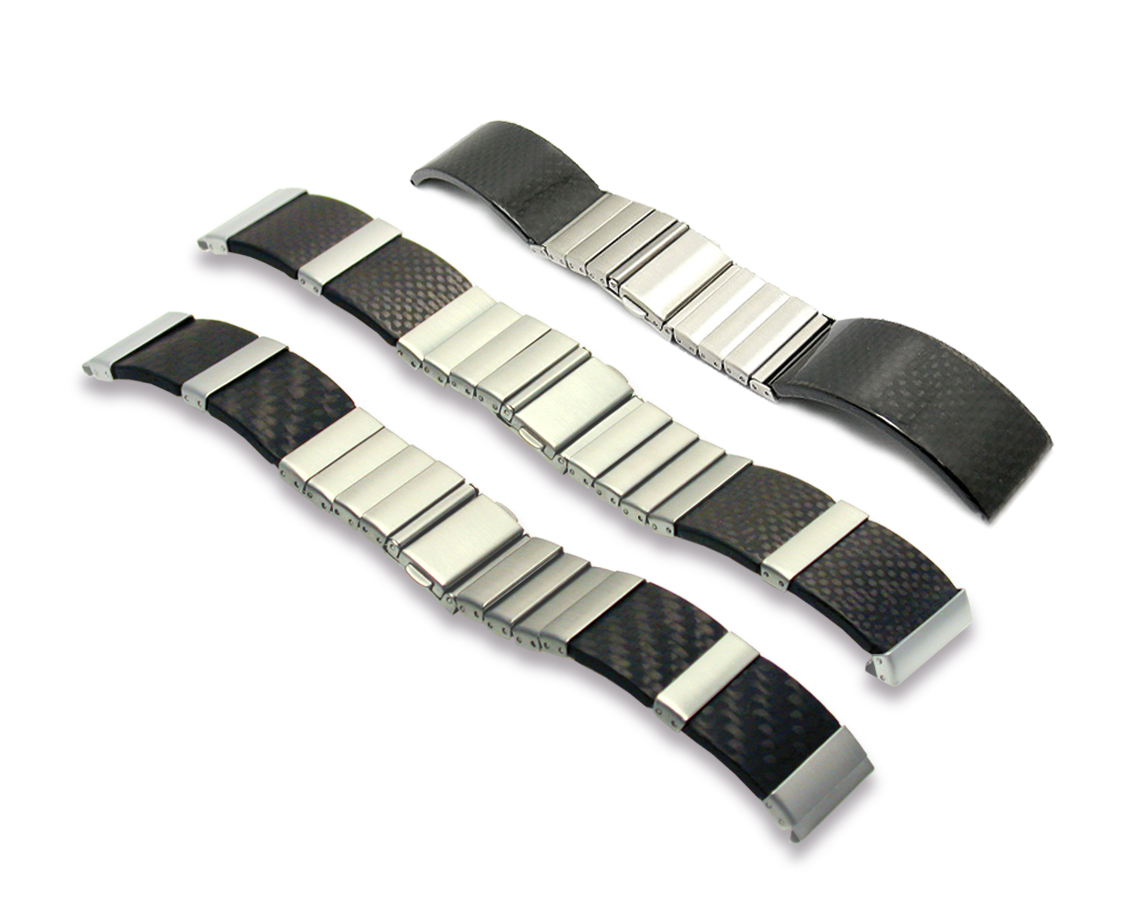
Carbonbänder mit Edelstahlgliedern

Im Jahr 2004 stellte Aristo mit dem Modell 3H45 weltweit als erster Sportuhren-Hersteller eine Uhr mit einem Zifferblatt aus kohlenstofffaserverstärktem Kunststoff her. 2005 stellte das Unternehmen das Uhrenmodell Carbon II zur Weltmesse für Uhren und Schmuck in Basel vor. Im Jahr 2006 folgte die Premiere der Chronographen-Serie Formula Black in schwarzem Gehäuse aus durch Physikalische Gasphasenabscheidung (PVD vom englischen „physical vapour deposition“) mit Kohlenstoff beschichtetem, oberflächenbehandelten rostfreiem Edelstahl. Im Rahmen des Konjunkturpakets II nahm Aristo von 2010 bis 2012 an einem Technologie-Förderprogramm des deutschen Wirtschafts- und Forschungsministeriums teil. Seit dieser Zeit werden Uhrenarm- und Schmuckbänder aus Verbundkonstruktionen mit Kohlenstoff und Edelstahl- oder Titangliedern in Serie hergestellt. Wegen der Widerstandsfähigkeit, dem im Vergleich zu Stahl sehr geringen spezifischen Gewicht und den allergieneutralen Eigenschaften dieses Materials hat Aristo die Kohlenstoff-Beschichtung bei einigen Uhren-Modellen auf Armbänder erweitert.

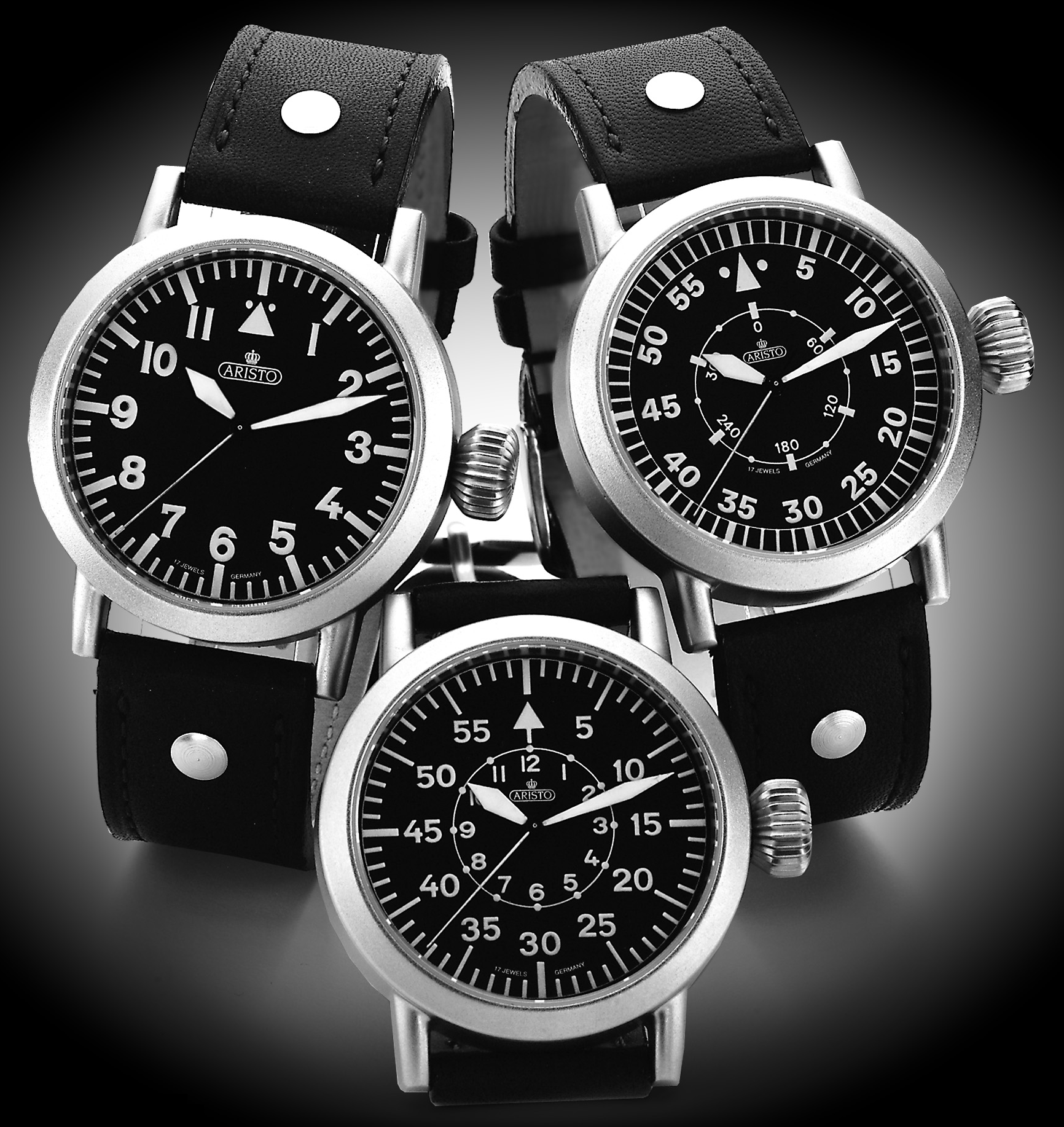
Die Beobachter-Modellreihe ist mit überdurchschnittlichen 44 mm Durchmesser und Zwiebelkrone an die Beobachtungsuhren des Zweiten Weltkriegs angelehnt.

### Flieger-Uhren
Bereits in den 1940er Jahren war Aristo Lieferant der deutschen Luftwaffe und produzierte Militäruhren für das nationalsozialistische Reichsluftfahrtministerium, sogenannte RLM-Uhren. Später wurden daraus die B-Uhren (Beobachtungsuhren) der Luftwaffe. Aufbauend auf Recherchen Hansjörg Vollmers zu den B-Uhren der deutschen Luftwaffe wurden mehrere Kleinserien und Repliken entwickelt, die vor allem in den USA und Japan Absatz fanden.
Das spiegelbildliche Zifferblatt-Design der Replik des Modells Sextant wurde im Zweiten Weltkrieg von dem deutschen Raketentechnik-Pionier Wernher von Braun entworfen. Bei der Wahl zur „Uhr des Jahres“ des Uhrenmagazins „Armbanduhren“ und der Welt am Sonntag wurden mehrfach Aristo-Uhren, wie die Aristo Sextant oder die Aristo Vintage 1940, nominiert.

### U-Boot-Uhren
In der Sparte der maritimen Uhren-Modelle fertigt Aristo eine Replik der ungewöhnlichen U-Boot-Uhren. Anders als bei anderen Uhren leuchten dabei im Dunklen nicht die Ziffern und/oder Zeiger, sondern großflächig das gesamte Zifferblatt. Die Ziffern und Zeiger treten daher bei Tag und bei Nacht dunkel hervor. Schwarze Zifferblätter, die einst für große Borduhren entworfen wurden, sind in verkleinerten Versionen oft nur noch schwierig abzulesen. Mit ihrem großflächigen Leuchten gewähren Aristo-U-Boot-Uhren Gestaltungsmöglichkeiten, die bei einem nicht leuchtenden Hintergrund kaum noch sinnvoll zu verwirklichen wären.

## Galerie

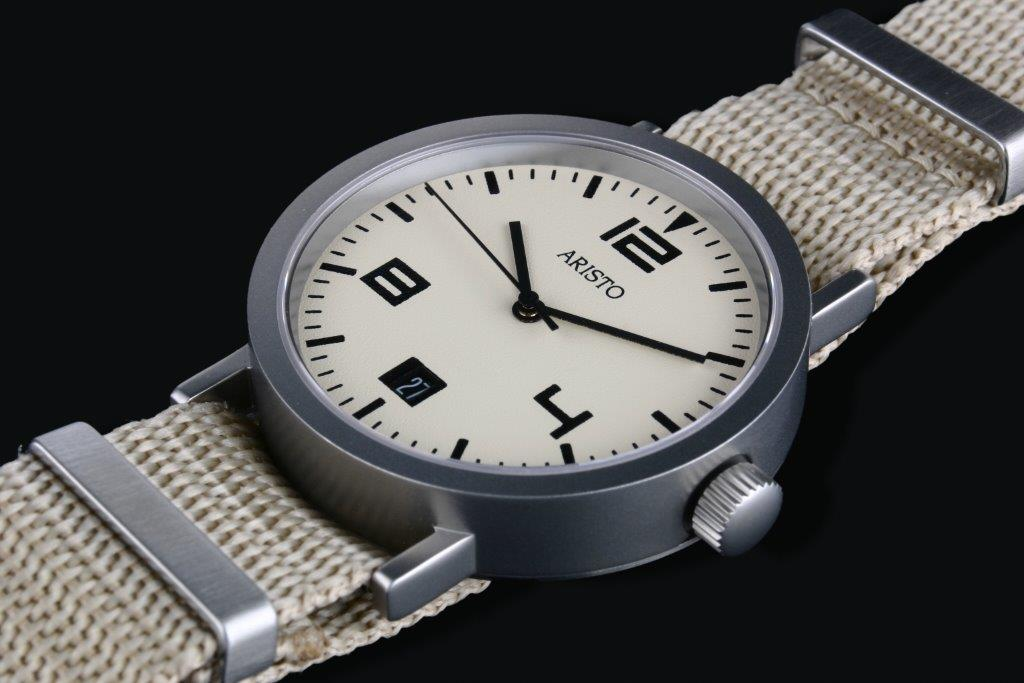
Modell 3H76 – Designpreis des Bundesverbands Kunsthandwerk 2006
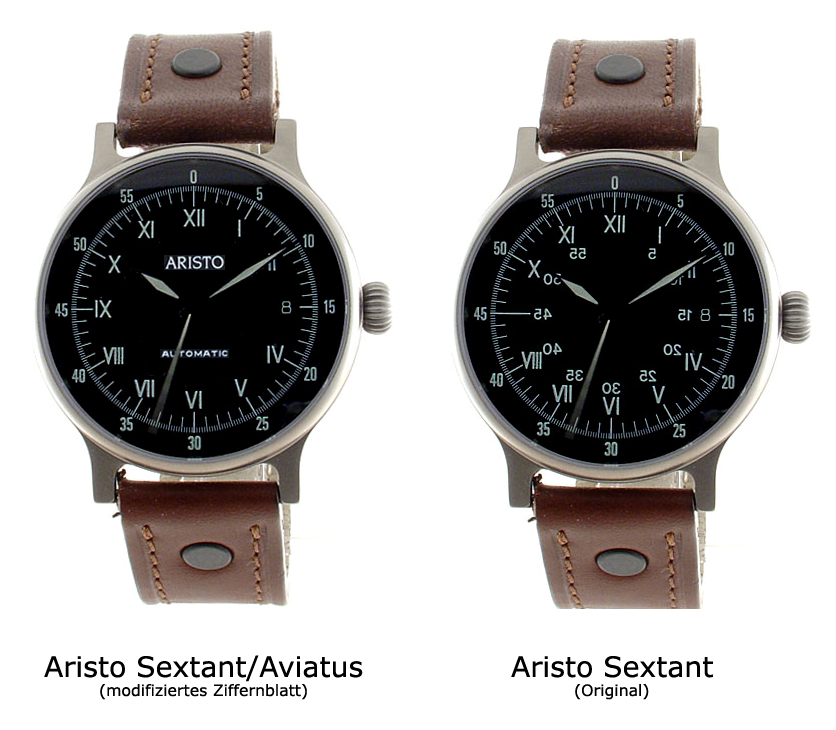
Aristo Sextant, Design Wernher von Braun
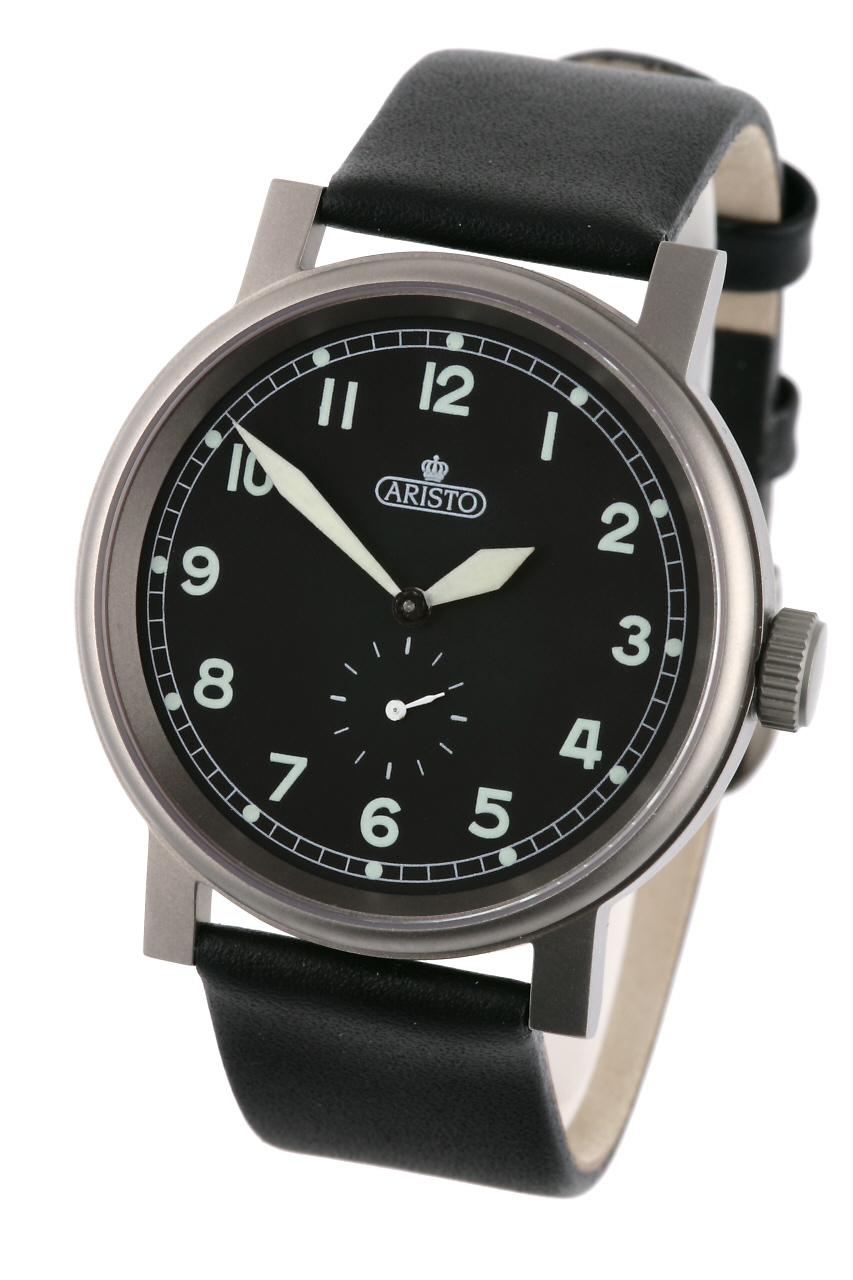
Neuauflage der oben abgebildeten RLM-Militäruhr der 1940er
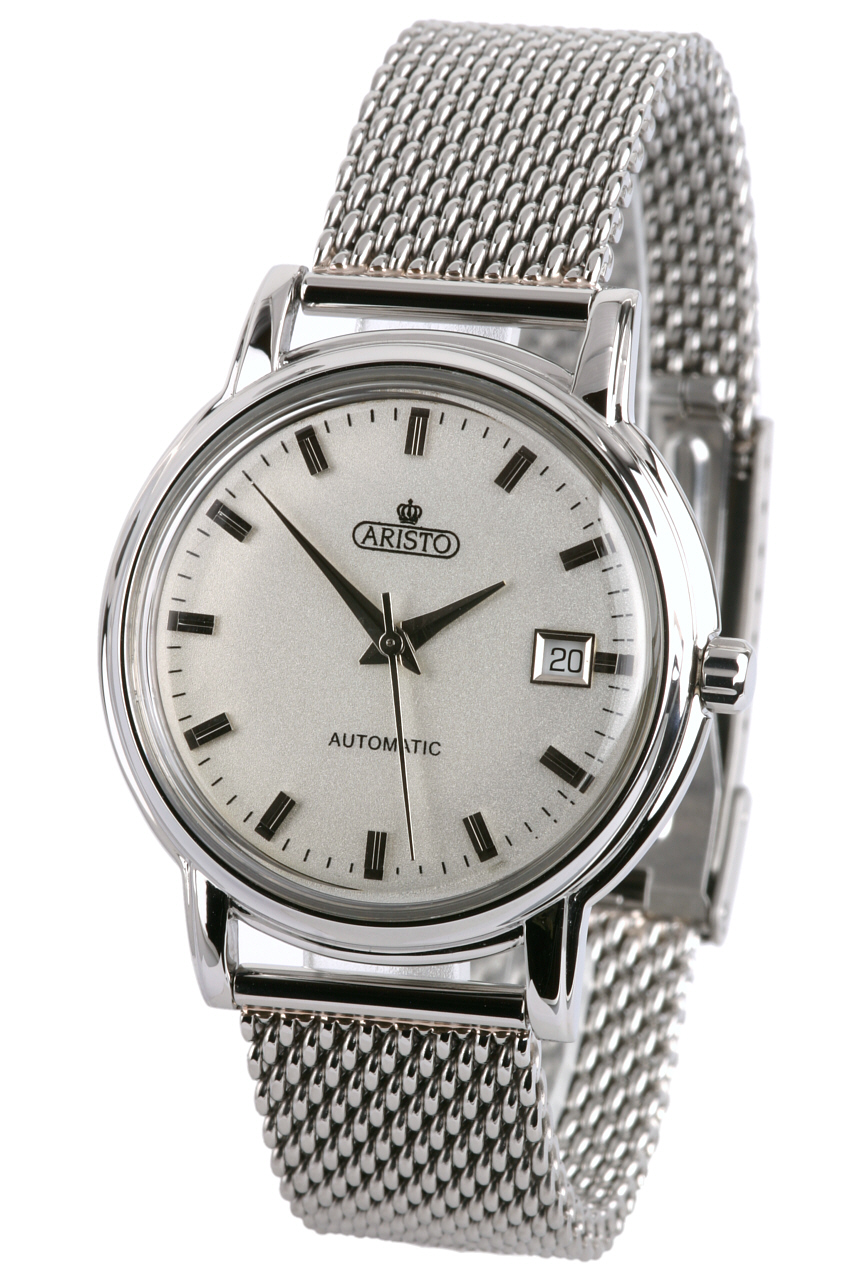
Replika-Modell Aristocrat mit Aristomatic-Kaliber SW 200
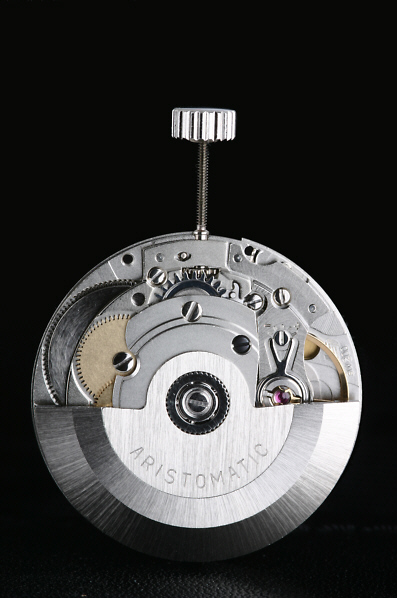
Aristomatic SW 200 Kaliber